# Eristicophis macmahoni
Eristicophis macmahoni är en ormart som beskrevs av Alcock och Finn 1897. Eristicophis macmahoni är ensam i släktet Eristicophis som ingår i familjen huggormar. Inga underarter finns listade i Catalogue of Life.
Arten förekommer i östra Iran, södra Afghanistan och västra Pakistan. Den lever där i sandiga öknar. Eristicophis macmahoni är mindre än 75 cm lång. Den äter ödlor och små däggdjur.